# Миколай Антоневич-Болоз
Миколай Антоневич-Болоз (пол. Mikołaj Bołoz Antoniewicz; 1801 або 1804, Львів — 1 червня 1885, Радзішув) — польський поет, перекладач. Вояк львівської Національної гвардії (1848).

## Біографія
Народився в 1801 або 1804 році у Львові в сім'ї апеляційного радника у Львові Кшиштофа Антонєвіча Болоза та його дружини Сариги — доньки Миколая, барона де Меретцей Каприя (пол. baron de Meretzey Kapryja).
Навчався в гімназії при монастирі отців Василіян у Бучачі.
Учасник польського повстання 1830—1831, став поручником 4-го полку уланів; нагороджений Хрестом «Virtuti militari». Після поразки повстання виїхав за кордон, зокрема, перебував у Відні, Парижі. Після повернення до краю був адміністратором маєтків графині Вікторії з Мєрошовских Дембіньської: спочатку в Рудоловичах поблизу Ярослава, під кінець життя в Радзішуві біля Кракова.
Був похований у родинному гробівці на Сапіжинському цвинтарі в Станиславові.

### Літературна діяльність
Підтримував літературні стосунки з німецьким поетом Ніколаусом Лєнау (автор перекладу його вірша «Прощання» (пол. Pożegnanie) німецькою мовою), Юзефом Іґнацієм Крашевским та іншими. Сприяв молодим літераторам, митцям, зокрема, Артурові Ґроттґеру. Обдарований талантом, почав писати замолоду. Багато його творів записані, розсіяні в різних щоденниках та журналах, не збереглись. Автор:
- збірка поезій «Збройні рими» (1831 рік, Варшава, під псевдонімом «Миколай з Покуття»),
- під впливом подій 1848 року написав кілька патріотичних віршів.
- історичних драм:
  - поетична драма «пол. Anna Oświęncimówna, poemat dramatyczny» на 5 дій, Ляйпціґ, 1856; друге видання — Львів, 1873, з ілюстраціями Артура Ґротґера)
  - поетичні драми «Владислав Варненьчик», «Табір під Варшавою» не були надруковані
- переклади польською мовою:
  - з німецької: трагедії Карла Ґутцкова «Ур'єль Акоста» (Львів, 1850 рік; дуже похвалений автором); поеми Н.Лєнау «Клара Геберт» під назвою «Дівча з Мартіґу» (в щомісячному додатку "пол. Czas"у, 1858.
  - «Шляхтич на виставі в Лондоні» невідомого автора; Бенедикт(с)а «пол. Bilecik miłosny».[6]